# Monte Manengouba
Il Monte Manengouba (scritto anche Manenguba o Mwanenguba), è uno stratovulcano estinto situato al confine tra la Regione del Sudovest e la Regione del Litorale, nel Camerun, in Africa. Il monte fa parte della linea vulcanica del Camerun e raggiunge un'elevazione di 2411 m slm.
Le città più vicine sono Nkongsamba e Melong. A nord del Manengouba si trova il massiccio del Bambouto e a sud-ovest il Monte Kupe.
Il vulcano è l'habitat di alcune specie endemiche a cui ha dato il nome come il toporagno Crocidura manengoubae e il Phrynobatrachus manengoubensis, un anfibio del genere Phrynobatrachus dell'ordine degli Anuri. L'area del monte è stata oggetto del documentario The Mists of Mwanenguba del botanico Martin Cheek.

## Caratteristiche
Il Manengouba è uno dei vulcani più giovani della linea vulcanica del Camerun; il suo sviluppo è iniziato circa 1,55 milioni di anni fa ed è suddiviso in tre fasi. Nella prima fase da circa 1,55 milioni a 700.000 anni fa si sviluppò l'Elengoum, così chiamato dal nome della sua caldera. Dopo che questo vulcano collassò e formò la sua caldera, si sviluppò l'Eboga, chiamato anche Ebwo, circa 560.000 anni fa. La sua caldera si è formata circa 480.000 anni fa e rappresenta la terza fase.

## Geografia

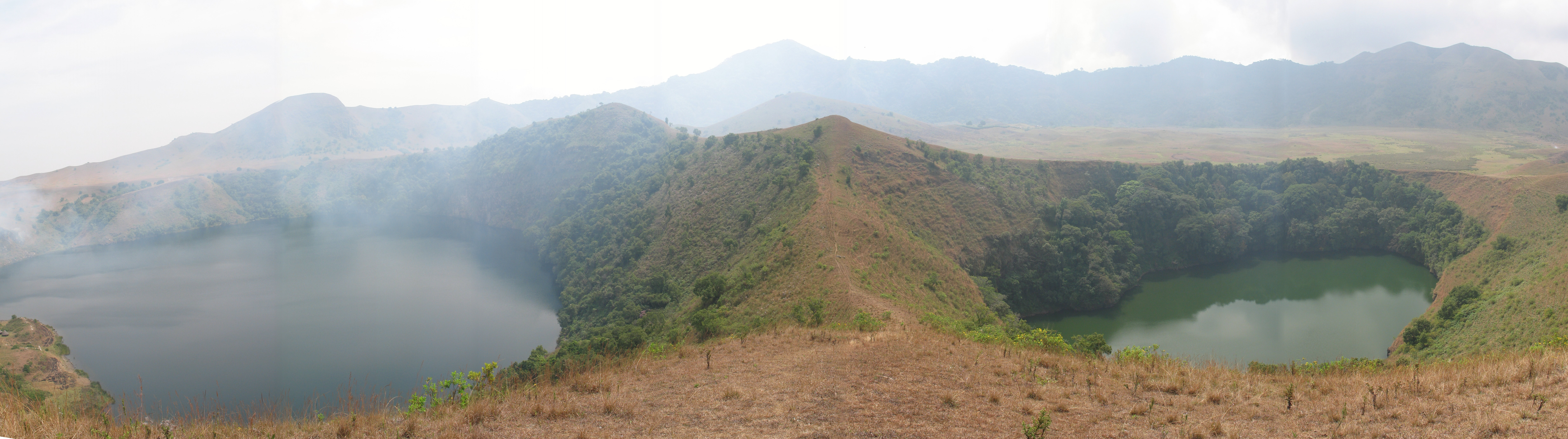
Il Lago maschio e il Lago femmina

L'area sommitale del vulcano è dominata da due caldere l'Eboga (Ebwo) e l'Elengoum. La Ebwo si trova ad un'altitudine di 1.950 metri e ha un diametro di 3 chilometri. Al suo centro si trovano due laghi chiamati rispettivamente Lago maschio e Lago femmina, che insieme hanno una capacità di circa 40 milioni di metri cubi di acqua e sono visitati dalla popolazione locale per scopi medici sono. Entrambi i laghi derivano il nome dal colore delle loro acque; il Lago maschio ha un colore bluastro e le sue acque sono ricche di calcio, magnesio e sodio. Il Lago femmina ha un colore verdastro ed è ricco di bicarbonati. La caldera di Elengoum, situata più in basso, ha un diametro di sei chilometri, ma è meno pronunciata a causa dell'erosione delle pareti del cratere. 
Tra le due caldere si trova il picco più alto del Manengouba, sul cui versante meridionale si estende una foresta pluviale di montagna. La regione sommitale del Manengouba è chiamata Mwaam dall'etnia locale dei Bakossi. Complessivamente, circa 70.000 persone vivono sul Manengouba..

## Fauna endemica

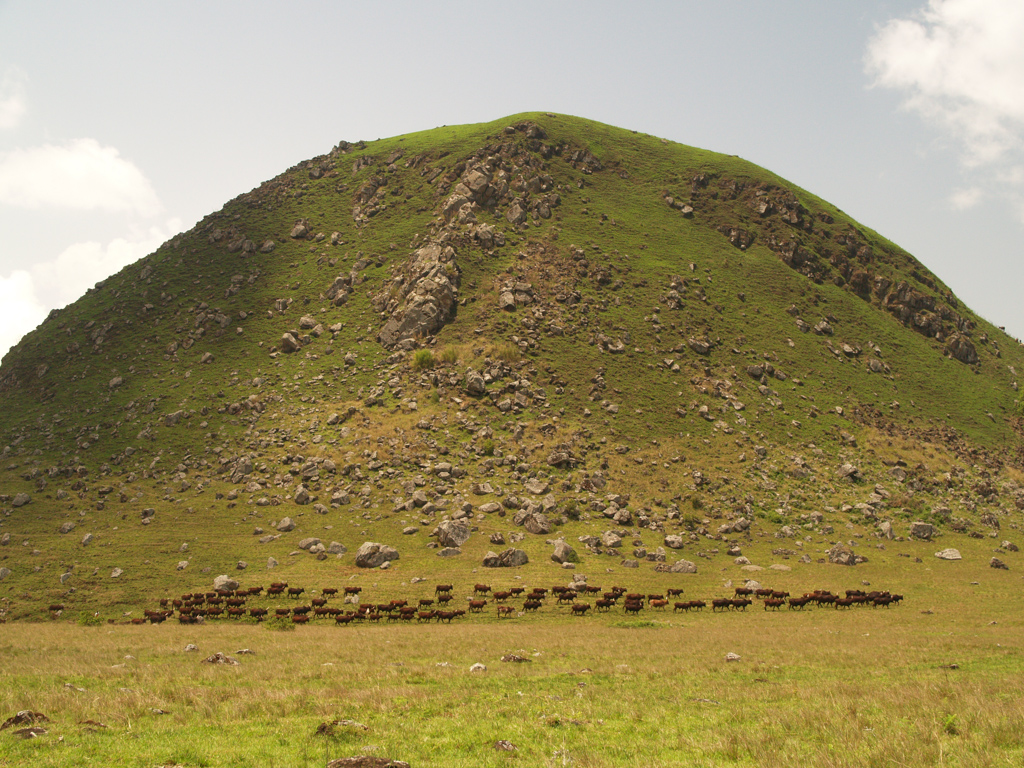
Savana nella caldera Ebwo

Il massiccio del Manengouba ha una grande importanza ecologica, dal momento che il 50% degli Anura endemici dei Monti del Camerun si trovano qui, tra cui la rana Leptodactylodon erythrogaster e Cardioglossa trifasciata. Dell'avifauna, circa 270 uccelli hanno l'habitat sul Manengouba. Nelle pendici boscose è stato identificato l'olotipo del Telophorus kupeensis e dello Schoutedenapus myoptilus (rondone murino o rondone di Shoa) qui descritti per la prima volta. Tra i mammiferi, vivono sul Manengouba tra gli altri il toporagno Crocidura manengubae, un altro toporagno Myosorex okuensis e il topolino africano Dendromus oreas.